# 白夜 (ドストエフスキー)
『白夜』（びゃくや、ロシア語: Белые ночи, 1848年）は、ロシアの文豪フョードル・ドストエフスキーの短編小説。
白夜のサンクトペテルブルクを舞台にした、孤独な青年と一人の少女の感傷的な物語。

## あらすじ
サンクトペテルブルクに引っ越して以来友人が一人もできず夢想的で非常に孤独な生活を送る青年が、白夜のある晩に橋のたもとで一人の少女と出会う。不器用な青年は少女に恋心を抱き、逢瀬の度に気持ちは高まる。しかし少女の婚約者が現れその想いはあえなく散ってしまう。

## 訳書(新版)
- 小沼文彦訳『白夜』角川文庫 ISBN 4042087027。元版は「全集2」筑摩書房
- 井桁貞義訳『やさしい女／白夜』講談社文芸文庫 ISBN 4062900963
- 安岡治子訳『白夜／おかしな人間の夢』光文社古典新訳文庫 ISBN 4334753086
- 北垣信行訳『白夜』グーテンベルク21で再刊。元版は講談社「世界文学全集」

以上は電子書籍も刊
- 奈倉有里訳『ドストエフスキー　ポケットマスターピース10』沼野充義編、集英社文庫ヘリテージシリーズに収録

## 映画化
映画化作品には以下がある。
- 1935年のグリゴリー・ロッシャリー監督によるソ連映画。
- 1957年のルキノ・ヴィスコンティ監督によるイタリア・フランス合作映画。→白夜 (1957年の映画)
- 1959年のイヴァン・プリエフ監督によるソ連映画。
- 1960年のマンモハン・デサイ監督によるインド映画。
- 1971年のロベール・ブレッソン監督によるフランス映画。
- 2003年のFarzad Motamen監督によるイラン映画。
- 2003年のS. P. Jananathan監督によるインド映画。
- 2005年のアラン・シルヴァー監督によるアメリカ映画。
- 2006年のシヴァム・ナーイル監督によるインド映画。
- 2007年のサンジャイ・リーラー・バンサーリー監督によるインド映画。
- 2008年のジェームズ・グレイ監督によるアメリカ映画。→トゥー・ラバーズ
- 2015年のRazi Muhammed監督によるインド映画。